# Sunflower Ivory
Le Sunflower Ivory (さんふらわあ あいぼり, Sanfurawā Aibori) est un ferry ayant appartenu à la compagnie japonaise Ferry Sunflower. Construit en 1997 aux chantiers Mitsubishi Heavy Industries de Shimonoseki pour la compagnie Kansai Kisen, il est mis en service en décembre 1997 sur les liaisons reliant le Kansai aux îles de Shikoku et de Kyūshū. Transféré en 2009 au sein de l'entité Ferry Sunflower à la suite de la fusion de Kansai Kisen et de Diamond Ferry, il navigue principalement entre Ōsaka et Beppu jusqu'en janvier 2023. Remplacé à cette date par le nouveau Sunflower Kurenai, il est cédé en mars 2023 à la compagnie indonésienne DLU Ferry.

## Historique

### Origines et construction
À la fin des années 1990, la compagnie Kansai Kisen, exploitant à cette époque les liaisons maritimes entre le Kansai, Shikoku et Kyūshū conjointement avec la compagnie Blue Highway Line sous la bannière Sunflower, décide du remplacement des jumeaux Sunflower et Sunflower 2. Employés entre Kobe, Ōsaka, Matsuyama et Beppu, ces navires sont en service depuis 1972 et leur conception ancienne ne correspond plus à la tendance du trafic sur cet axe. Pour leur succéder, il est ainsi prévu de renouveler l'outil naval avec une nouvelle paire de car-ferries présentant des caractéristiques plus adaptées à cette nouvelle donne avec notamment la prévalence de la capacité de roulage sur la capacité passagère, là où la conception de leurs prédécesseurs avaient été centrée sur le transport des passagers. Pour ce faire, la surface du garage va être drastiquement augmentée et couvrir un total de deux ponts entiers s'élevant sur la hauteur de quatre étages afin de permettre le transport des remorques sur deux niveaux au lieu d'un seul sur les navires de l'ancienne paire. La capacité de roulage sera toutefois limitée à une centaine de remorques en raison de dimensions relativement restreintes de l'ordre de 153 mètres de long, soit une trentaine de mètres de moins que les car-ferries de l'ancienne génération. Le luxe et la variété des aménagements seront aussi drastiquement réduits par rapport aux précédents navires au profit de locaux plus fonctionnels mais conservant toutefois un certain confort, notamment en ce qui concerne les cabines.
Construit par les chantiers Mitsubishi Heavy Industries de Shimonoseki comme la majorité des navires à passagers japonais à cette époque, le premier des deux nouveaux car-ferries, baptisé Sunflower Ivory, est mis sur cale le 18 mars 1997 et lancé cinq mois plus tard, le 19 août. À la suite des travaux de finitions s'étalant sur un peu plus de trois mois, il est livré à Kansai Kisen le 27 novembre 1997.

### Service
Le Sunflower Ivory entre en service commercial le 6 décembre 1997 en remplacement du Sunflower 2 sur les liaisons reliant Kobe et Ōsaka à Matsuyama et Beppu. Quelques mois plus tard, en avril 1998, il est rejoint sur cet axe par son jumeau le Sunflower Cobalt.
Le 26 juillet 2009, alors que le navire se trouve à quai à Ōsaka, l'équipage entreprend alors quelques vérifications au niveau de la salle des machines. Au cours de l'inspection du système de chauffage, une mauvaise manipulation provoque une fuite d'huile thermique et déclencher un incendie en raison du contact avec un tuyau d'échappement des moteurs auxiliaires. Si les flammes parviennent à être éteintes, leur passage aura toutefois occasionné quelques dégâts, notamment au niveau de la cheminée bâbord.

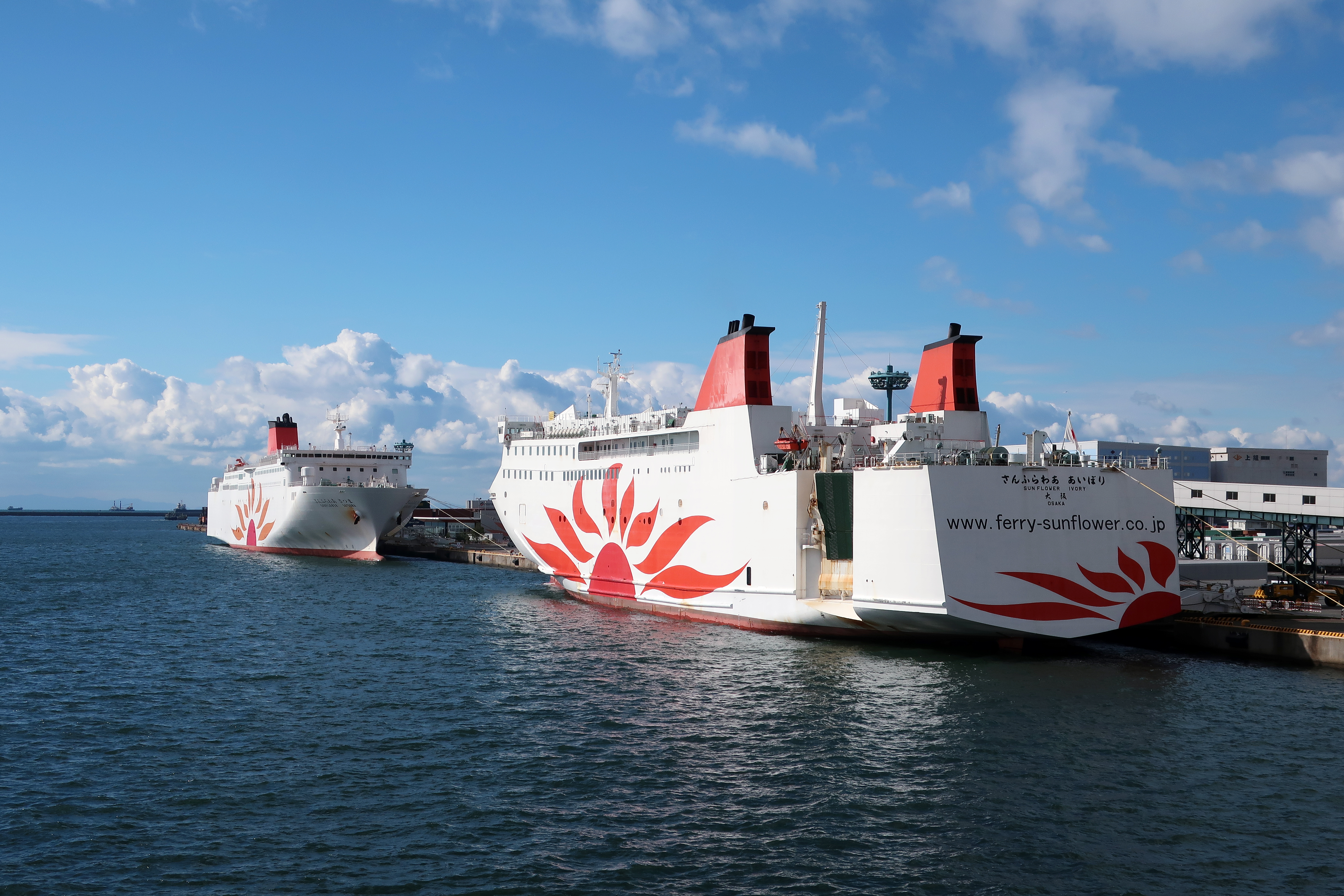
Le Sunflower Ivory amarré face au Sunflower Satsuma à Ōsaka.

Cette même année 2009, une procédure de fusion des trois compagnies exploitant la marque Sunflower sur les lignes de Kyūshū débute. Il est ainsi prévu que les activités soient transférées à terme au sein d'une entité unique créée pour l'occasion en octobre 2009. Ainsi, le Sunflower Ivory est transféré au sein de l'entité Ferry Sunflower, de même que son sister-ship. Ce changement se traduit également par une légère modification de l'apparence du car-ferry avec le retrait des couleurs de Kansai Kisen sur les cheminées au profit de celles de Ferry Sunflower. C'est aussi dans ce cadre que les rotations avec Shikoku vont être progressivement délaissées avec une diminution des escales à partir de 2010 puis finalement la fermeture de la ligne l'année suivante. Les deux navires sont alors exclusivement dévolus à la liaison Ōsaka - Beppu à compter de 2011.
Le 13 janvier 2023, le Sunflower Ivory arrive à Ōsaka et clôture sa dernière rotation sous les couleurs de Ferry Sunflower. Remplacé sur cette ligne par le nouveau car-ferry Sunflower Kurenai, il cède à ce dernier la place au poste à quai après avoir débarqué ses passagers et son chargement et rejoint le port d'Aioi afin d'y être désarmé.

## Aménagements
Le Sunflower Ivory possède 8 ponts. Si le navire s'étend en réalité sur 10 ponts, deux d'entre sont inexistants au niveau des garages afin de lui permettre de transporter du fret. Les locaux passagers occupent les ponts A et B tandis que l'équipage loge à l'avant du pont supérieur. Les garages se situent sur les ponts C et D.

### Locaux communs
Les aménagements du Sunflower Ivory sont situées sur le pont B et se composent essentiellement d'un restaurant-buffet au milieu du navire. À proximité se trouvent également une boutique, des salles de jeux, un coin équipé de distributeurs automatiques ainsi qu'un sentō offrant une vue sur la mer.

### Cabines
À bord du Sunflower Ivory, les cabines sont situées à l'avant des ponts A et B. Le navire propose des cabines Deluxe d'une capacité de une à deux personnes et équipées de sanitaires, des cabines First à quatre places, Standard pouvant accueillir une à deux passagers et enfin des dortoirs Tourist à quatre, huit ou douze places.

## Caractéristiques
Le Sunflower Ivory mesure 153 mètres de long pour 25 mètres de large, son tonnage est de 9 245 UMS (le tonnage des car-ferries japonais étant défini sur des critères différents, il est en réalité plus élevé). Il peut embarquer 710 passagers et possède un spacieux garage pouvant embarquer 100 véhicules et 100 remorques. Le garage est accessible par l'arrière au moyen de deux portes rampes latérales situées de chaque côté ainsi que par une porte axiale avant. La propulsion du Sunflower Ivory est assurée par deux moteurs diesel Pielstick-NKK 12PC2-6 développant une puissance de 19 858 kW entraînant deux hélices à pas variable faisant filer le bâtiment à une vitesse de 22,4 nœuds. Il est aussi doté d'un propulseur d'étrave, d'un propulseur arrière ainsi qu'un stabilisateur anti-roulis. Les dispositifs de sécurité sont essentiellement composés de radeaux de sauvetage mais aussi d'une embarcation semi-rigide de secours.

## Lignes desservies
Sous les couleurs de Kansai Kisen de 1997 à 2011, le Sunflower Ivory était employé en traversée de nuit sur un itinéraire reliant le Kansai aux îles de Shikoku et de Kyūshū entre Kobe ou Ōsaka, Matsuyama et Beppu.
De 2011 à 2023, pour le compte de Ferry Sunflower, il desservait de manière quotidienne le port de Beppu depuis Ōsaka en voyage de nuit.